# نوزومي شيميزو
نوزومي شيميزو (باليابانية: 清水望؛ بالكانا: しみず のぞみ) هي لاعبة كرة الريشة يابانية، ولدت في 31 مايو 1996 في فوكوكا في اليابان.

## وصلات خارجية
- نوزومي شيميزو على موقع BWF.tournamentsoftware.com (الإنجليزية)
- نوزومي شيميزو على موقع BWFbadminton.com (الإنجليزية)